# BMX freestyle masculin aux Jeux olympiques d'été de 2024
Cet article traite de l'épreuve masculine. Pour la compétition féminine, voir BMX freestyle féminin aux Jeux olympiques d'été de 2024.
Navigation
Tokyo 2020 Los Angeles 2028
Le BMX freestyle masculin, épreuve de BMX des Jeux olympiques d'été de 2024, a lieu les 30 et 31 juillet 2024 au sein du parc urbain de la Concorde, à Paris. 

## Médaillés
| Or                    | Argent              | Bronze                 |
| José Torres Gil (ARG) | Kieran Reilly (GBR) | Anthony Jeanjean (FRA) |

## Présentation

### Site de la compétition

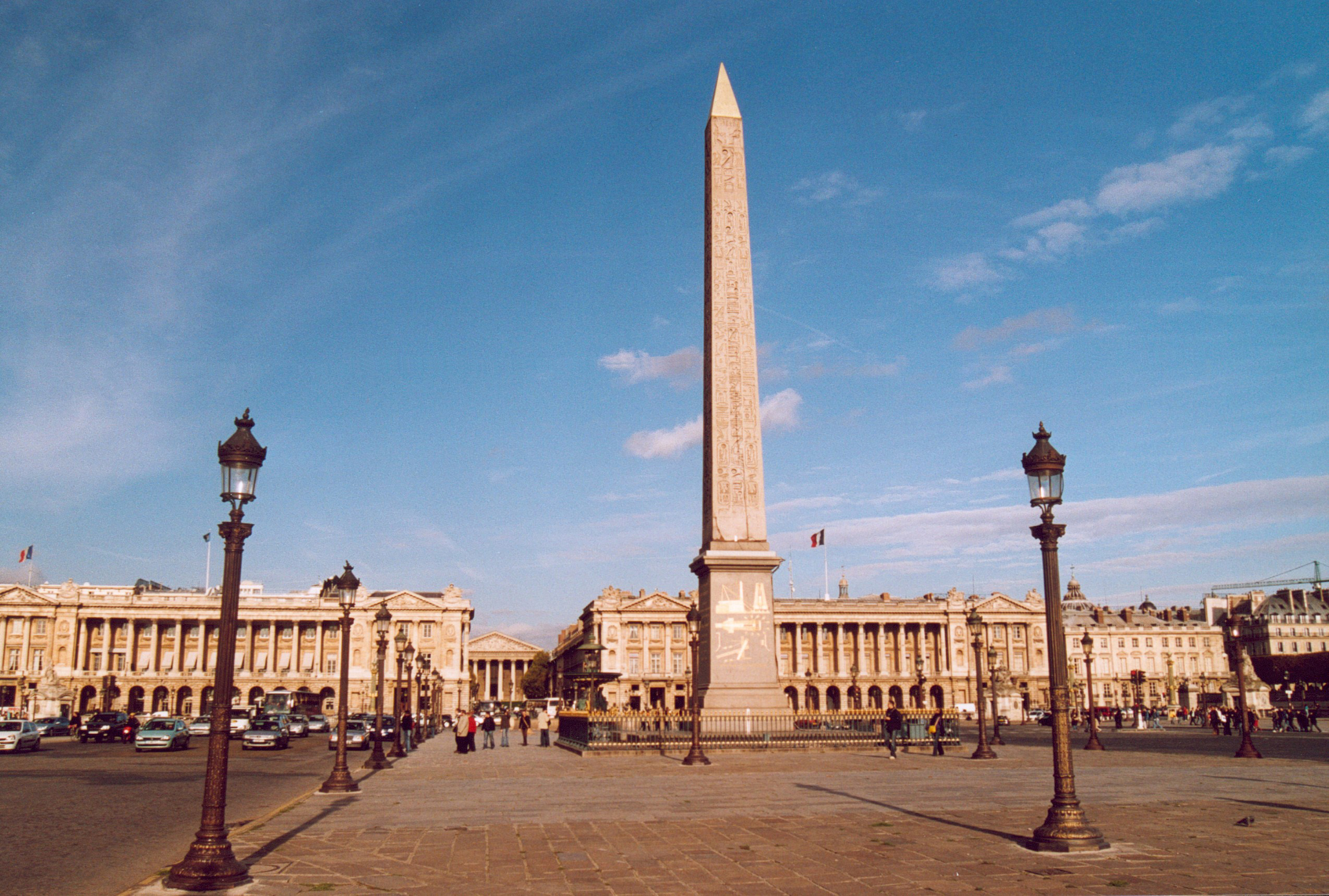
Vue générale de la place de la Concorde.

Le BMX freestyle se déroule au sein du parc urbain de la Concorde, sur la place de la Concorde, au cœur de Paris. Le site accueille également les compétitions de Basket-ball 3x3, de skateboard et de breakdance.

### Format
La compétition est un tournoi en deux tours : une manche qualificative et une finale. À chaque tour, les riders effectuent tous deux passages de 60 secondes chacun. Cinq juges attribuent des notes entre 0,00 et 99,99 en fonction de la difficulté et de l'exécution du parcours du rider. Les athlètes se voient attribuer un score, calculé sur la moyenne des deux runs. L'athlète auteur du meilleur score s'élance en dernier lors de la finale.
En finale, seul le meilleur score des deux « runs » compte.

### Programme
| Date                | Horaire | Manche         |
| ------------------- | ------- | -------------- |
| Mardi 30 juillet    | 13 h 25 | Qualifications |
| Mercredi 31 juillet | 13 h 10 | Finale         |

## Résultats

### Manche qualificative
Les 8 meilleurs se qualifient pour la finale (Q).
| Rang | Cycliste                    | Pays            | 1re manche | 2e manche | Moyenne | Notes |
| ---- | --------------------------- | --------------- | ---------- | --------- | ------- | ----- |
| 1    | Kieran Reilly               | Grande-Bretagne | 91.68      | 90.75     | 91.21   | Q     |
| 2    | Marcus Christopher          | États-Unis      | 90.10      | 88.87     | 89.48   | Q     |
| 3    | Logan Martin                | Australie       | 88.56      | 90.22     | 89.39   | Q     |
| 4    | Justin Dowell               | États-Unis      | 88.40      | 89.74     | 89.07   | Q     |
| 5    | Anthony Jeanjean            | France          | 87.22      | 87.94     | 87.58   | Q     |
| 6    | Rim Nakamura                | Japon           | 87.20      | 86.87     | 87.03   | Q     |
| 7    | José Torres Gil             | Argentine       | 86.24      | 87.08     | 86.66   | Q     |
| 8    | Gustavo Batista de Oliveira | Brésil          | 85.51      | 86.07     | 85.79   | Q     |
| 9    | Ernests Zēbolds             | Lettonie        | 84.60      | 85.29     | 84.94   | Q     |
| 10   | Jeffrey Whaley              | Canada          | 76.20      | 80.83     | 78.51   |       |
| 11   | Marin Ranteš                | Croatie         | 85.19      | 67.40     | 76.29   |       |
| 12   | Vincent Leygonie            | Afrique du Sud  | 73.20      | 78.50     | 75.85   |       |

### Finale
| Rang                                | Cycliste                    | Pays            | 1re manche | 2e manche | Résultat |
| ----------------------------------- | --------------------------- | --------------- | ---------- | --------- | -------- |
| Médaille d'or, Jeux olympiques      | José Torres Gil             | Argentine       | 94.82      | 92.12     | 94.82    |
| Médaille d'argent, Jeux olympiques  | Kieran Reilly               | Grande-Bretagne | 93.70      | 93.91     | 93.91    |
| Médaille de bronze, Jeux olympiques | Anthony Jeanjean            | France          | 3.22       | 93.76     | 93.76    |
| 4                                   | Marcus Christopher          | États-Unis      | 29.40      | 93.11     | 93.11    |
| 5                                   | Rim Nakamura                | Japon           | 90.35      | 90.89     | 90.89    |
| 6                                   | Gustavo Batista de Oliveira | Brésil          | 90.20      | 88.88     | 90.20    |
| 7                                   | Justin Dowell               | États-Unis      | 88.35      | 54.60     | 88.35    |
| 8                                   | Ernests Zēbolds             | Lettonie        | 86.04      | 87.14     | 87.14    |
| 9                                   | Logan Martin                | Australie       | 64.40      | 33.40     | 64.40    |